# Гленн Ловенс
Гленн Ловенс (нід. Glenn Loovens, нар. 22 вересня 1983, Дутінхем) — нідерландський футболіст, що грав на позиції центрального захисника, зокрема за низку британських клубних команд, а також за національну збірну Нідерландів.

## Клубна кар'єра
У дорослому футболі дебютував 2001 року виступами за команду «Феєнорд». Відповідно протягом 2003–2004 років і 2005 року на правах оренди грав за «Ексельсіор» (Роттердам) та «Де Графсхап». 
2005 року був орендований валлійським «Кардіфф Сіті» з англійського Чемпіоншипа. Справив своєю грою позитивне враження на керівництво клубу, яке погодило викуп прав на гравця за орієнтовні 250 тисяч фунтів. Загалом відіграв за «Кардіфф» три повні сезони, здебільшого складаючи з  Роджером Джонсоном основну пару центральних захисників.
Влітку 2008 роу за понад 2 мільйони фунтів перебрався до шотландського «Селтік», з яким уклав чотирирічний контракт. Повністю відіграв контракт, хоча гравцем основного складу команди з Глазго не став, використовувався як гравець ротації.
2012 року на правах вільного агента приєднався до іспанського клубу «Реал Сарагоса», за який провів один сезон у Ла-Лізі.
Згодом повернувся до англійського другого дивізіону, де протягом 2013–2018 років грав за «Шеффілд Венсдей». Завершував ігрову кар'єрув «Сандерленді» в сезоні 2018/19.

## Виступи за збірні
2004 року залучався до складу молодіжної збірної Нідерландів. На молодіжному рівні зіграв у 2 офіційних матчах.
2009 року дебютував в офіційних матчах у складі національної збірної Нідерландів. Наступгого року провів свою другу і останню гру за національну команду.

## Статистика виступів

### Статистика клубних виступів
| Сезон                       | Команда                     | Чемпіонат                   | Чемпіонат | Чемпіонат | Національний кубок | Національний кубок | Національний кубок | Континентальні кубки | Континентальні кубки | Континентальні кубки | Інші змагання | Інші змагання | Інші змагання | Усього | Усього |
| Сезон                       | Команда                     | Ліга                        | Ігор      | Голів     | Ліга               | Ігор               | Голів              | Ліга                 | Ігор                 | Голів                | Ліга          | Ігор          | Голів         | Ігор   | Голів  |
| --------------------------- | --------------------------- | --------------------------- | --------- | --------- | ------------------ | ------------------ | ------------------ | -------------------- | -------------------- | -------------------- | ------------- | ------------- | ------------- | ------ | ------ |
| 2004-січ. 2005              | «Феєнорд»                   | ЕД                          | 6         | 0         | КН                 | 0                  | 0                  | КУЄФА                | 3                    | 0                    | -             | -             | -             | 9      | 0      |
| січ.-черв. 2005             | «Де Графсхап»               | ЕД                          | 11        | 0         | КН                 | -                  | -                  | -                    | -                    | -                    | -             | -             | -             | 11     | 0      |
| 2005–06                     | «Кардіфф Сіті»              | ЧФЛ                         | 33        | 2         | КА+КЛ              | 1+2                | 0                  | -                    | -                    | -                    | -             | -             | -             | 36     | 2      |
| 2006–07                     | «Кардіфф Сіті»              | ЧФЛ                         | 30        | 1         | КА+КЛ              | 2+0                | 0                  | -                    | -                    | -                    | -             | -             | -             | 32     | 1      |
| 2007–08                     | «Кардіфф Сіті»              | ЧФЛ                         | 36        | 0         | КА+КЛ              | 6+1                | 0                  | -                    | -                    | -                    | -             | -             | -             | 43     | 0      |
| серп. 2008                  | «Кардіфф Сіті»              | ЧФЛ                         | 1         | 0         | КА+КЛ              | 0+1                | 0                  | -                    | -                    | -                    | -             | -             | -             | 2      | 0      |
| Усього за «Кардіфф Сіті»    | Усього за «Кардіфф Сіті»    | Усього за «Кардіфф Сіті»    | 100       | 3         |                    | 13                 | 0                  |                      | -                    | -                    |               | -             | -             | 113    | 3      |
| серп. 2008–09               | «Селтік»                    | ШПЛ                         | 17        | 3         | КШ+КЛ              | 1+3                | 0+1                | ЛЧ                   | 2                    | 0                    | -             | -             | -             | 23     | 4      |
| 2009–10                     | «Селтік»                    | ШПЛ                         | 20        | 3         | КШ+КЛ              | 2+0                | 0                  | ЛЧ+ЛЄ                | 4+4                  | 0                    | -             | -             | -             | 30     | 3      |
| 2010–11                     | «Селтік»                    | ШПЛ                         | 13        | 1         | КШ+КЛ              | 2+3                | 0                  | ЛЧ+ЛЄ                | 2+1                  | 0                    | -             | -             | -             | 21     | 1      |
| 2011–12                     | «Селтік»                    | ШПЛ                         | 11        | 1         | SC+КЛ              | 1+0                | 0                  | ЛЄ                   | 4                    | 0                    | -             | -             | -             | 16     | 1      |
| Усього за «Селтік»          | Усього за «Селтік»          | Усього за «Селтік»          | 61        | 8         |                    | 12                 | 1                  |                      | 17                   | 0                    |               | -             | -             | 90     | 9      |
| 2012–13                     | «Реал Сарагоса»             | ПД                          | 21        | 0         | КІ                 | 3                  | 0                  | -                    | -                    | -                    | -             | -             | -             | 24     | 0      |
| 2013–14                     | «Шеффілд Венсдей»           | ЧФЛ                         | 22        | 0         | КА+КЛ              | 4+0                | 0                  | -                    | -                    | -                    | -             | -             | -             | 26     | 0      |
| 2014–15                     | «Шеффілд Венсдей»           | ЧФЛ                         | 26        | 0         | КА+КЛ              | 1+1                | 0                  | -                    | -                    | -                    | -             | -             | -             | 28     | 0      |
| 2015–16                     | «Шеффілд Венсдей»           | ЧФЛ                         | 31+3      | 0         | КА+КЛ              | 1+3                | 0                  | -                    | -                    | -                    | -             | -             | -             | 38     | 0      |
| 2016–17                     | «Шеффілд Венсдей»           | ЧФЛ                         | 32+2      | 1         | КА+КЛ              | 1+0                | 0                  | -                    | -                    | -                    | -             | -             | -             | 35     | 1      |
| 2017–18                     | «Шеффілд Венсдей»           | ЧФЛ                         | 20        | 0         | КА+КЛ              | 3+0                | 0                  | -                    | -                    | -                    | -             | -             | -             | 23     | 0      |
| Усього за «Шеффілд Венсдей» | Усього за «Шеффілд Венсдей» | Усього за «Шеффілд Венсдей» | 131+5     | 1         |                    | 14                 | 0                  |                      | -                    | -                    |               | -             | -             | 150    | 1      |
| 2018–19                     | «Сандерленд»                | ФЛ1                         | 11        | 0         | КА+КЛ              | 0                  | 0                  | -                    | -                    | -                    | ТФЛ           | 2             | 0             | 13     | 0      |
| Усього за кар'єру           | Усього за кар'єру           | Усього за кар'єру           | 346       | 12        |                    | 42                 | 1                  |                      | 20                   | 0                    |               | 2             | 0             | 410    | 13     |

## Титули і досягнення
- Чемпіон Шотландії (1):

«Селтік»: 2011-2012
- Володар Кубка шотландської ліги (1):

«Селтік»: 2008-2009
- Володар Кубка Шотландії (1):

«Селтік»: 2010-2011